# 2016년 슈퍼탤런트 오브 더 월드 시즌 7
슈퍼탤런트 오브 더 월드(Supertalent of the World, 약칭 ‘슈탤’)는 슈퍼모델, 팝아티스트, 영화배우, 호스트 등을 선발하는 글로벌 쇼케이스로, 싱가폴의 알리바바 그룹으로 불리는 싱가포르 거래소(SGX:AFC) 상장사 유주닷컴 과 슈탤 그룹의 소유 하에 있다. KBS 네이버 V 라이브로 온라인 생중계된 슈퍼탤런트오브더월드 2016 시즌 7 대회는 미스 체코, 미스 페루가 공동우승을 차지했다.

## 입상자
| 최종 결과 | |
| 공동1위   | - 페루 – 밀레 피구에로아 - 체코 – 폴리나 펠로바 |
| 2등       | - 마카오 – Mi Tian |
| 3등       | - 이탈리아 – Valentina Colecchia |
| 탑 7      | - 핀란드 – Helmi Palonen - 스웨덴 – Jasmine Sidibe - 인디아 – Imlibenla Wati - 태국 – Urachaphat Dechabenjanon                                                                                             |
| 탑 15     | - 캐나다 – Jaehee Mun - 중국 – Wanyi Song - 에스토니아 – Kertu Raja - 인디아 – Imlibenla Wati - 아일랜드 – Shannon Kelly - 자메이카 – Isabella Spring - 스리랑카 – Nilushi Pawanya - 폴란드 – Elwira Nosal |

## 특별상
| 어워즈                | 입상자                           |
| --------------------- | -------------------------------- |
| JECHEON CITY          | - 페루 - 밀레 피구에로아         |
| 베스트 이브닝 드레스  | - 말레이시아 - Madeline Lay Koon |
| 베스트 수영복         | - 페루 - 밀레 피구에로아         |
| 베스트 뮤지션         | - 미국 - Lauren Chu              |
| 베스트 아티스트       | - 호주 - Nyssa Abbey Large       |
| HANSOL OAK VALLY      | - 우크라이나 - Olha Stasiyk      |
| BIOSTAR               | - 브라질 - Rafaella Lima         |
| 윙즈 오브 엔젤        | - 홍콩 - Fei Fei Li              |
| 탑 모델 어워드        | - 타지키스탄 - Diana Nurullina   |
| ALPENSIA              | - 한국 - Yeonjoo Ji              |
| ORACLE MEDICAL GROUP  | - 싱가포르 - Peggy Heng          |
| SUTAL ICON            | - 영국 - Courtney Jones          |
| SCHNEIDER TRAVEL WEAR | - 벨기에 - Kimbery Bosman        |
| NATIONAL COSTUME      | - 베트남 - TC Mai                |
| WINTER OLYMPIC 2018   | - 호주 - Nyssa Abbey Large       |

## 참가자 명단
- 2016년 11월 21일, 현재 아래의 28국가의 참가자가가 확정되었다.

| 국가       | 이름                     | 키(m) | 출신지       |
| ---------- | ------------------------ | ----- | ------------ |
| 호주       | Nyssa Abbey Large        | 174   | 시드니       |
| 벨기에     | Kimbery Bosman           | 171   | 브뤼셀       |
| 브라질     | Rafaella Lima            | 175   | 브라질리아   |
| 캐나다     | Jaehee Mun               | 172   | 오타와       |
| 중국       | Wanyi Song               | 170   | 상하이       |
| 체코       | Paulina Pelyova          | 175   | 프라하       |
| 에스토니아 | Kertu Raja               | 172   | 탈린         |
| 핀란드     | Helmi Palonen            | 178   | 헬싱키       |
| 홍콩       | Fei Fei Li               | 172   | 홍콩         |
| 인디아     | Imlibenla Wati           | 174   | 뉴델리       |
| 아일랜드   | Shannon Kelly            | 171   | 더블린       |
| 이탈리아   | Valentina Colecchia      | 176   | 로마         |
| 자메이카   | Isabella Spring          | 172   | 킹스턴       |
| 한국       | Yeonjoo Ji               | 171   | 서울         |
| 마카오     | Mi Tian                  | 171   | 마카오       |
| 말레이시아 | Madeline Lay Koon        | 168   | 쿠알라룸푸르 |
| 페루       | Milett Figueroa          | 176   | 리마         |
| 필리핀     | Elizabeth Morales Naluz  | 169   | 마닐라       |
| 폴란드     | Elwira Nosal             | 171   | 바르샤바     |
| 싱가포르   | Peggy Heng               | 167   | 싱가포르     |
| 스리랑카   | Nilushi Pawanya          | 173   | 콜롬보       |
| 스웨덴     | Jasmine Sidibe           | 179   | 스톡홀름     |
| 타지키스탄 | Diana Nurullina          | 175   | 두샨베       |
| 태국       | Urachaphat Dechabenjanon | 172   | 방콕         |
| 우크라이나 | Olha Stasiyk             | 171   | 키예프       |
| 영국       | Courtney Jones           | 172   | 런던         |
| 미국       | Lauren Chu               | 170   | 워싱턴 D.C   |
| 베트남     | TC Mai                   | 171   | 하노이       |

### 에이전시
- 호주 – 슈탤 오스트랄리아[35]
- 벨기에 – 슈탤 벨기에[36]
- 불가리아 – 슈탤 불가리아[37]
- 캄보디아 – 슈탤 캄보디아[38]
- 캐나다 – 슈탤 캐나다[39]
- 콜롬비아 – 슈탤 콜롬비아[40]
- 프랑스 – 슈탤 프랑스[41]
- 헝가리 – 슈탤 헝가리[42]
- 인디아 – 슈탤 인디아[43]
- 아일랜드 – 슈탤 아일랜드[44]
- 일본 – 슈탤 재팬[45]
- 말레이시아 – 슈탤 말레이시아[46]
- 몰도바 – 슈탤 몰도바[47]
- 네팔 – 슈탤 네팔[48]
- 뉴질랜드 – 슈탤 뉴질랜드[49]
- 필리핀 – 슈탤 필리핀[50]
- 폴란드 – 슈탤 폴란드[51]
- 푸에르토리코 – 슈탤 푸에르토리코[52]
- 루마니아 – 슈탤 루마니아[53]
- 싱가포르 – 슈탤 싱가폴[54]
- 남아프리카 공화국 – 슈탤 남아공[55]
- 스웨덴 – 슈탤 스웨덴[56]
- 스위스 – 슈탤 스위스[57]
- 우크라이나 – 슈탤 우크라이나[58]
- 아랍에미리트 – 슈탤 아랍에미리트[59]
- 미국 – 슈탤 아메리카[60]
- 베트남 – 슈탤 베트남[61]

## 같이 보기
- 유주닷컴
- 슈탤 그룹
- 타임즈 그룹
- 상하이 미디어 그룹